# Ренуар (фильм)
«Ренуар» (яп. ルノワール) — это японский драматический фильм о взрослении, вышедший в 2025 году. Режиссёр и сценарист — Тиэ Хаякава. В главных ролях — Юи Судзуки, Лили Фрэнки, Хикари Исида и Аюму Накадзима. Фильм рассказывает о детстве 11-летней Фуки в Токио конца 1980-х годов. Мировая премьера состоялась на 78-м Каннском кинофестивале в основном конкурсе 17 мая 2025 года. В японский прокат фильм выйдет 20 июня 2025 года.

## Синопсис
11-летняя Фуки проходит через трудности подросткового возраста и семейные проблемы в Токио конца 1980-х годов.

## Актёрский состав
- Юи Судзуки — Фуки Окита
- Лили Фрэнки[англ.] — Кейджи Окита, отец Фуки
- Хикари Исида[англ.] — Ютако Окита, мать Фуки
- Юми Каваи — Курико Кита
- Аюму Накадзима[англ.] — Тору Омаэдзаки
- Рёта Бандо[яп.] — Каору
- Хана Хоуп — Кейт

## Производство
Режиссёр Тиэ Хаякава черпала вдохновение из собственного опыта детства, когда её отец болел раком. Она хотела снять фильм с двадцати лет, но отметила, что это было бы «слишком мрачно», если бы она сделала это раньше. Фильм намеренно был снят в сеттинге 1987 года, во время японского финансового пузыря, поскольку Хаякава чувствовала, что это параллель с современным обществом. Новичок в индустрии, Юи Судзуки, была первой актрисой, кого Хаякава видела в роли.
Основные съёмки проходили в Японии с июля по сентябрь 2024 года. Также съёмки проводились на Филиппинах в ноябре 2024 года. Во время производства Хаякава использовала французских звукорежиссёров и операторов.

## Релиз
Компания «Goodfellas» приобрёла права на международные продажи 18 мая 2024 года. Тизер был выпущен 11 апреля 2025 года. Премьера фильма состоялась на 78-м Каннском кинофестивале 17 мая 2025 года. В Японии фильм выйдет в кинотеатрах 20 июня 2025 года.

## Реакция критиков
По данным агрегатора Rotten Tomatoes, 
82 % из 17 обзоров были положительными, со средней оценкой 6.6/10 из 10. Metacritic, который использует взвешенное среднее, присвоил фильму оценку 73 из 100 на основе 8 рецензий, что указывает на «в целом благоприятные» отзывы.
Венди Ид из Screen Daily отметила, что, хотя фильм может оставить вопросы у зрителя, она назвала его «изысканной и продуманной работой, исследующей чувство вины и смятения, которые лежат в основе борьбы ребёнка с осознанием смерти». Стефани Банбери из Deadline похвалила актёрскую игру всего состава, особенно выделив исполнение Юи Судзуки, сыгравшую Фуки. Она отметила «трогательность и точность отдельных сцен» и написала: «Если эта история не складывается так же плавно, как первый фильм Хаякавы, она всё равно обладает силой трогать и затем преследовать нас». Джессика Кан из Variety назвала фильм «лёгким, но трогательным».

### Награды и номинации
| Награда                | Год  | Категория               | Номинант / Работа | Результат | Ист.   |
| ---------------------- | ---- | ----------------------- | ----------------- | --------- | ------ |
| Каннский кинофестиваль | 2025 | Золотая пальмовая ветвь | Тиэ Хаякава       | Номинация | [ 15 ] |